# Aïcha (lied)
Aïcha (Arabisch: عائشة) is een door de Algerijnse zanger Khaled uitgebrachte single uit 1996. In de Nederlandse Top 40 behaalde de single een tiende positie terwijl het nummer in de Nederlandse Single Top 100 op nummer 14 bleef steken. In de Vlaamse Ultratop 50 kwam de single, nadat hij zesmaal was binnengekomen, tot een 25ste plaats als hoogste notering.
Het liedje gaat over de liefde van de verteller voor een meisje genaamd Aïcha, dat zijn avances afwijst.
In 2003 maakte de Deense rapformatie Outlandish een coverversie van het nummer, die een nummer 1-hit opleverde in de Nederlandse Top 40. In de Nederlandse Single Top 100 kwam de single tot nummer 2 en in de Vlaamse Ultratop 50 tot nummer 8.

## Hitnotering van Khaled
| "Aïcha" in de Nederlandse Top 40 - binnen: 21-12-1996 | "Aïcha" in de Nederlandse Top 40 - binnen: 21-12-1996 | "Aïcha" in de Nederlandse Top 40 - binnen: 21-12-1996 | "Aïcha" in de Nederlandse Top 40 - binnen: 21-12-1996 | "Aïcha" in de Nederlandse Top 40 - binnen: 21-12-1996 | "Aïcha" in de Nederlandse Top 40 - binnen: 21-12-1996 | "Aïcha" in de Nederlandse Top 40 - binnen: 21-12-1996 | "Aïcha" in de Nederlandse Top 40 - binnen: 21-12-1996 | "Aïcha" in de Nederlandse Top 40 - binnen: 21-12-1996 | "Aïcha" in de Nederlandse Top 40 - binnen: 21-12-1996 | "Aïcha" in de Nederlandse Top 40 - binnen: 21-12-1996 | "Aïcha" in de Nederlandse Top 40 - binnen: 21-12-1996 | "Aïcha" in de Nederlandse Top 40 - binnen: 21-12-1996 |
| Week                                                  | 1                                                     | 2                                                     | 3                                                     | 4                                                     | 5                                                     | 6                                                     | 7                                                     | 8                                                     | 9                                                     | 10                                                    | 11                                                    |                                                       |
| ----------------------------------------------------- | ----------------------------------------------------- | ----------------------------------------------------- | ----------------------------------------------------- | ----------------------------------------------------- | ----------------------------------------------------- | ----------------------------------------------------- | ----------------------------------------------------- | ----------------------------------------------------- | ----------------------------------------------------- | ----------------------------------------------------- | ----------------------------------------------------- | ----------------------------------------------------- |
| Nummer                                                | 24                                                    | 18                                                    | 17                                                    | 12                                                    | 10                                                    | 14                                                    | 20                                                    | 21                                                    | 25                                                    | 29                                                    | 36                                                    | uit                                                   |

| "Aïcha" in de Nederlandse Single Top 100 - binnen: 14-12-1996 | "Aïcha" in de Nederlandse Single Top 100 - binnen: 14-12-1996 | "Aïcha" in de Nederlandse Single Top 100 - binnen: 14-12-1996 | "Aïcha" in de Nederlandse Single Top 100 - binnen: 14-12-1996 | "Aïcha" in de Nederlandse Single Top 100 - binnen: 14-12-1996 | "Aïcha" in de Nederlandse Single Top 100 - binnen: 14-12-1996 | "Aïcha" in de Nederlandse Single Top 100 - binnen: 14-12-1996 | "Aïcha" in de Nederlandse Single Top 100 - binnen: 14-12-1996 | "Aïcha" in de Nederlandse Single Top 100 - binnen: 14-12-1996 | "Aïcha" in de Nederlandse Single Top 100 - binnen: 14-12-1996 | "Aïcha" in de Nederlandse Single Top 100 - binnen: 14-12-1996 | "Aïcha" in de Nederlandse Single Top 100 - binnen: 14-12-1996 | "Aïcha" in de Nederlandse Single Top 100 - binnen: 14-12-1996 | "Aïcha" in de Nederlandse Single Top 100 - binnen: 14-12-1996 | "Aïcha" in de Nederlandse Single Top 100 - binnen: 14-12-1996 | "Aïcha" in de Nederlandse Single Top 100 - binnen: 14-12-1996 | "Aïcha" in de Nederlandse Single Top 100 - binnen: 14-12-1996 | "Aïcha" in de Nederlandse Single Top 100 - binnen: 14-12-1996 | "Aïcha" in de Nederlandse Single Top 100 - binnen: 14-12-1996 | "Aïcha" in de Nederlandse Single Top 100 - binnen: 14-12-1996 | "Aïcha" in de Nederlandse Single Top 100 - binnen: 14-12-1996 |
| Week                                                          | 1                                                             | 2                                                             | 3                                                             | 4                                                             | 5                                                             | 6                                                             | 7                                                             | 8                                                             | 9                                                             | 10                                                            | 11                                                            | 12                                                            | 13                                                            | 14                                                            | 15                                                            | 16                                                            | 17                                                            | 18                                                            | 19                                                            |                                                               |
| ------------------------------------------------------------- | ------------------------------------------------------------- | ------------------------------------------------------------- | ------------------------------------------------------------- | ------------------------------------------------------------- | ------------------------------------------------------------- | ------------------------------------------------------------- | ------------------------------------------------------------- | ------------------------------------------------------------- | ------------------------------------------------------------- | ------------------------------------------------------------- | ------------------------------------------------------------- | ------------------------------------------------------------- | ------------------------------------------------------------- | ------------------------------------------------------------- | ------------------------------------------------------------- | ------------------------------------------------------------- | ------------------------------------------------------------- | ------------------------------------------------------------- | ------------------------------------------------------------- | ------------------------------------------------------------- |
| Nummer                                                        | 44                                                            | 31                                                            | 23                                                            | 24                                                            | 21                                                            | 14                                                            | 15                                                            | 16                                                            | 16                                                            | 19                                                            | 21                                                            | 24                                                            | 27                                                            | 35                                                            | 43                                                            | 48                                                            | 58                                                            | 61                                                            | 75                                                            | uit                                                           |

| "Aïcha" in de Vlaamse Ultratop 50 - binnen: 02-11-1996 | "Aïcha" in de Vlaamse Ultratop 50 - binnen: 02-11-1996 | "Aïcha" in de Vlaamse Ultratop 50 - binnen: 02-11-1996 | "Aïcha" in de Vlaamse Ultratop 50 - binnen: 02-11-1996 | "Aïcha" in de Vlaamse Ultratop 50 - binnen: 02-11-1996 | "Aïcha" in de Vlaamse Ultratop 50 - binnen: 02-11-1996 | "Aïcha" in de Vlaamse Ultratop 50 - binnen: 02-11-1996 | "Aïcha" in de Vlaamse Ultratop 50 - binnen: 02-11-1996 | "Aïcha" in de Vlaamse Ultratop 50 - binnen: 02-11-1996 | "Aïcha" in de Vlaamse Ultratop 50 - binnen: 02-11-1996 | "Aïcha" in de Vlaamse Ultratop 50 - binnen: 02-11-1996 | "Aïcha" in de Vlaamse Ultratop 50 - binnen: 02-11-1996 | "Aïcha" in de Vlaamse Ultratop 50 - binnen: 02-11-1996 |
| Week                                                   | 1                                                      | 2                                                      |                                                        | 3                                                      |                                                        | 4                                                      |                                                        | 5                                                      |                                                        | 6                                                      | 7                                                      |                                                        |
| ------------------------------------------------------ | ------------------------------------------------------ | ------------------------------------------------------ | ------------------------------------------------------ | ------------------------------------------------------ | ------------------------------------------------------ | ------------------------------------------------------ | ------------------------------------------------------ | ------------------------------------------------------ | ------------------------------------------------------ | ------------------------------------------------------ | ------------------------------------------------------ | ------------------------------------------------------ |
| Nummer                                                 | 45                                                     | 45                                                     | uit                                                    | 42                                                     | uit                                                    | 48                                                     | uit                                                    | 45                                                     | uit                                                    | 44                                                     | 48                                                     | uit                                                    |
| Week                                                   | 08                                                     | 09                                                     | 10                                                     | 11                                                     | 12                                                     | 13                                                     | 14                                                     | 15                                                     | 16                                                     | 17                                                     |                                                        |                                                        |
| Nummer                                                 | 37                                                     | 30                                                     | 31                                                     | 25                                                     | 30                                                     | 39                                                     | 33                                                     | 32                                                     | 31                                                     | 34                                                     | uit                                                    |                                                        |

## Hitnotering Outlandish
| "Aïcha" in de Nederlandse Top 40 - binnen: 16-08-2003 | "Aïcha" in de Nederlandse Top 40 - binnen: 16-08-2003 | "Aïcha" in de Nederlandse Top 40 - binnen: 16-08-2003 | "Aïcha" in de Nederlandse Top 40 - binnen: 16-08-2003 | "Aïcha" in de Nederlandse Top 40 - binnen: 16-08-2003 | "Aïcha" in de Nederlandse Top 40 - binnen: 16-08-2003 | "Aïcha" in de Nederlandse Top 40 - binnen: 16-08-2003 | "Aïcha" in de Nederlandse Top 40 - binnen: 16-08-2003 | "Aïcha" in de Nederlandse Top 40 - binnen: 16-08-2003 | "Aïcha" in de Nederlandse Top 40 - binnen: 16-08-2003 | "Aïcha" in de Nederlandse Top 40 - binnen: 16-08-2003 | "Aïcha" in de Nederlandse Top 40 - binnen: 16-08-2003 | "Aïcha" in de Nederlandse Top 40 - binnen: 16-08-2003 | "Aïcha" in de Nederlandse Top 40 - binnen: 16-08-2003 | "Aïcha" in de Nederlandse Top 40 - binnen: 16-08-2003 | "Aïcha" in de Nederlandse Top 40 - binnen: 16-08-2003 | "Aïcha" in de Nederlandse Top 40 - binnen: 16-08-2003 |
| Week                                                  | 1                                                     | 2                                                     | 3                                                     | 4                                                     | 5                                                     | 6                                                     | 7                                                     | 8                                                     | 9                                                     | 10                                                    | 11                                                    | 12                                                    | 13                                                    | 14                                                    | 15                                                    |                                                       |
| ----------------------------------------------------- | ----------------------------------------------------- | ----------------------------------------------------- | ----------------------------------------------------- | ----------------------------------------------------- | ----------------------------------------------------- | ----------------------------------------------------- | ----------------------------------------------------- | ----------------------------------------------------- | ----------------------------------------------------- | ----------------------------------------------------- | ----------------------------------------------------- | ----------------------------------------------------- | ----------------------------------------------------- | ----------------------------------------------------- | ----------------------------------------------------- | ----------------------------------------------------- |
| Nummer                                                | 38                                                    | 9                                                     | 3                                                     | 3                                                     | 1                                                     | 1                                                     | 2                                                     | 4                                                     | 5                                                     | 7                                                     | 10                                                    | 14                                                    | 18                                                    | 23                                                    | 28                                                    | uit                                                   |

| "Aïcha" in de Nederlandse Single Top 100 - binnen: 09-08-2003 | "Aïcha" in de Nederlandse Single Top 100 - binnen: 09-08-2003 | "Aïcha" in de Nederlandse Single Top 100 - binnen: 09-08-2003 | "Aïcha" in de Nederlandse Single Top 100 - binnen: 09-08-2003 | "Aïcha" in de Nederlandse Single Top 100 - binnen: 09-08-2003 | "Aïcha" in de Nederlandse Single Top 100 - binnen: 09-08-2003 | "Aïcha" in de Nederlandse Single Top 100 - binnen: 09-08-2003 | "Aïcha" in de Nederlandse Single Top 100 - binnen: 09-08-2003 | "Aïcha" in de Nederlandse Single Top 100 - binnen: 09-08-2003 | "Aïcha" in de Nederlandse Single Top 100 - binnen: 09-08-2003 | "Aïcha" in de Nederlandse Single Top 100 - binnen: 09-08-2003 | "Aïcha" in de Nederlandse Single Top 100 - binnen: 09-08-2003 | "Aïcha" in de Nederlandse Single Top 100 - binnen: 09-08-2003 | "Aïcha" in de Nederlandse Single Top 100 - binnen: 09-08-2003 |
| Week                                                          | 1                                                             | 2                                                             | 3                                                             | 4                                                             | 5                                                             | 6                                                             | 7                                                             | 8                                                             | 9                                                             | 10                                                            | 11                                                            | 12                                                            | 13                                                            |
| ------------------------------------------------------------- | ------------------------------------------------------------- | ------------------------------------------------------------- | ------------------------------------------------------------- | ------------------------------------------------------------- | ------------------------------------------------------------- | ------------------------------------------------------------- | ------------------------------------------------------------- | ------------------------------------------------------------- | ------------------------------------------------------------- | ------------------------------------------------------------- | ------------------------------------------------------------- | ------------------------------------------------------------- | ------------------------------------------------------------- |
| Nummer                                                        | 89                                                            | 31                                                            | 12                                                            | 5                                                             | 4                                                             | 3                                                             | 2                                                             | 2                                                             | 6                                                             | 5                                                             | 7                                                             | 10                                                            | 16                                                            |
| Week                                                          | 14                                                            | 15                                                            | 16                                                            | 17                                                            | 18                                                            | 19                                                            | 20                                                            | 21                                                            | 22                                                            | 23                                                            | 24                                                            | 25                                                            |                                                               |
| Nummer                                                        | 19                                                            | 31                                                            | 31                                                            | 41                                                            | 46                                                            | 46                                                            | 67                                                            | 70                                                            | 62                                                            | 64                                                            | 75                                                            | 78                                                            | uit                                                           |

| "Aïcha" in de Vlaamse Ultratop 50 - binnen: 13-09-2003 | "Aïcha" in de Vlaamse Ultratop 50 - binnen: 13-09-2003 | "Aïcha" in de Vlaamse Ultratop 50 - binnen: 13-09-2003 | "Aïcha" in de Vlaamse Ultratop 50 - binnen: 13-09-2003 | "Aïcha" in de Vlaamse Ultratop 50 - binnen: 13-09-2003 | "Aïcha" in de Vlaamse Ultratop 50 - binnen: 13-09-2003 | "Aïcha" in de Vlaamse Ultratop 50 - binnen: 13-09-2003 | "Aïcha" in de Vlaamse Ultratop 50 - binnen: 13-09-2003 | "Aïcha" in de Vlaamse Ultratop 50 - binnen: 13-09-2003 | "Aïcha" in de Vlaamse Ultratop 50 - binnen: 13-09-2003 | "Aïcha" in de Vlaamse Ultratop 50 - binnen: 13-09-2003 | "Aïcha" in de Vlaamse Ultratop 50 - binnen: 13-09-2003 | "Aïcha" in de Vlaamse Ultratop 50 - binnen: 13-09-2003 |
| Week                                                   | 1                                                      | 2                                                      | 3                                                      | 4                                                      | 5                                                      | 6                                                      | 7                                                      | 8                                                      | 9                                                      | 10                                                     | 11                                                     |                                                        |
| ------------------------------------------------------ | ------------------------------------------------------ | ------------------------------------------------------ | ------------------------------------------------------ | ------------------------------------------------------ | ------------------------------------------------------ | ------------------------------------------------------ | ------------------------------------------------------ | ------------------------------------------------------ | ------------------------------------------------------ | ------------------------------------------------------ | ------------------------------------------------------ | ------------------------------------------------------ |
| Nummer                                                 | 46                                                     | 28                                                     | 25                                                     | 19                                                     | 13                                                     | 8                                                      | 10                                                     | 16                                                     | 17                                                     | 25                                                     | 36                                                     | uit                                                    |